# Dianthus stepanovae
Dianthus stepanovae là loài thực vật có hoa thuộc họ Cẩm chướng. Loài này được Barkalov & Prob. mô tả khoa học đầu tiên năm 2006.